# Иман
Има́н (араб. إيمان‎ [Ӣма̄н] — букв. «вера») — вера в истинность ислама; вера в Аллаха, ангелов, Священные Писания, пророков, Судный день, в воздаяние за добро и зло.

## Понятие
О те, которые уверовали! Веруйте в Аллаха, Его Посланника и Писание, которое Он ниспослал Своему Посланнику, и Писание, которое Он ниспослал прежде. А кто не уверовал в Аллаха, Его ангелов, Его Писания, Его посланников и Последний день, тот впал в глубокое заблуждение.
يَا أَيُّهَا الَّذِينَ آمَنُوا آمِنُوا بِاللَّهِ وَرَسُولِهِ وَالْكِتَابِ الَّذِي نَزَّلَ عَلَىٰ رَسُولِهِ وَالْكِتَابِ الَّذِي أَنْزَلَ مِنْ قَبْلُ ۚ وَمَنْ يَكْفُرْ بِاللَّهِ وَمَلَائِكَتِهِ وَكُتُبِهِ وَرُسُلِهِ وَالْيَوْمِ الْآخِرِ فَقَدْ ضَلَّ ضَلَالًا بَعِيدًا
Понятие имана является одним из ключевых и спорных в исламе. Термин иман в значении веры употребляется в Коране более сорока раз. Из-за неопределенности Корана в этом вопросе, начиная с VIII в. понятие «вера» стало предметом дискуссий и расхождений между различными богословскими и религиозно-правовыми школами (мазхабами). Основные споры шли вокруг сущности «веры» и её составных элементов.
Исламские богословы выделяли три основных элемента имана:
- словесное признание (кауль) истинности Аллаха, его священных Писаний и посланников (расуль);
- внутреннее согласие, осознание сердцем истинности Всевышнего Аллаха;
- добрые дела, исполнение предписаний ислама и религиозных обязанностей[1].

Так, мурджииты сводили веру к словесному признанию, отодвигая на второй план действия человека. В противоположность им, хариджиты рассматривали веру как исполнение всех религиозных обязанностей. Мутазилиты (Абдул-Джаббар) ставили знак равенства между верой (иман) и религией (дин). Они выдвигали на первый план послушание (таат) религиозному закону и рассматривали действия человека как доказательства веры.
Ханбалиты (Ахмад ибн Ханбал) толковали веру как словесное признание истинности Аллаха, добрые дела, следование сунне пророка Мухаммада, и добродетельные намерения (ният). Большинство традиционалистов (асхаб аль-хадис) признавали все три элемента веры. Имам Абуль-Хасан аль-Ашари также признавал три элемента, однако он рассматривал осознание сердцем истинности Аллаха как «корень» (асль) веры, а словесное исповедание и действия в соответствии с сунной — как её «ветви» (фуру). Традиционалисты включали в число «ветвей» все акты повиновения (джами ат-таат), обязательные и добровольные, избежание грехов, причинения страданий и т. д.
Признание сердцем истинности Аллаха толковалось традиционалистами как вера в Писания Аллаха, его ангелов и посланников, в предопределение и божественные атрибуты, в Судный день и лицезрение Аллаха.
Современные суннитские и близкие к ним имамитские богословы подразделяют веру на три вида:
- вера на основе традиции;
- вера на основе знания;
- вера как внутренняя убежденность[1].

Исмаилиты делят веру на «внешнюю» (захир) — словесное признание и «внутреннюю» (батин) — убежденность в сердце.

## Уменьшение и увеличение веры
В зависимости от понимания сущности веры мусульманские богословы и правоведы (факихи) по-разному решали вопрос о степени веры и возможности её увеличения или уменьшения. Так, например, мутазилиты признавали все виды повиновения частью веры или самой верой и в соответствии с этим допускали её увеличение или уменьшение. Мурджииты и каррамиты, сводя веру только к словесному признанию, отстаивали неизменность веры и равенство всех в вере.

## Столпы имана
Согласно хадису Джибриля, иман состоит из шести столпов:
- вера в Аллаха,
- вера в ангелов,
- вера в Священные Писания,
- вера в пророков,
- вера в Судный день,
- вера в предопределение[3].